# Bohdan Pawłowicz
Bohdan Pawłowicz  (1899 - 1967) foi um escritor, jornalista, radialista e ativista na diáspora polônica. Na juventude pertenceu aos escoteiros, ao exército polonês e combateu em três guerras: na Primeira Guerra Mundial, na Guerra Polonesa-Soviética e na Segunda Guerra Mundial.  Foi também inspetor de emigração, professor de História e Cultura polonesa e um viajante internacional (globe-trotter) com muitas passagens pelo Brasil, onde se casou e também viveu. 

## Antes da II Guerra Mundial: na Polônia e no Brasil
Bohdan Pawłowicz nasceu no dia 2 de fevereiro de 1899 em Varsóvia. Seus pais eram Kazimierz Pawłowicz, engenheiro cerâmico de Kalisz e Helena Bożeniec-Jełowicka. No início do século XX, a Polônia não era livre já que seu território estava dividido e ocupado pela Rússia, pela Prússia e pelo Império Austríaco (Partilhas da Polônia).   
Durante a Primeira Guerra Mundial, através do escotismo, ele se juntou às Legiões Polonesas de Józef Piłsudski, um grupo paramilitar que oferecia treinamento para os jovens poloneses, uma vez que não havia exército nacional na época. Mais tarde, já como oficial da Organização Militar Secreta Polonesa ( POW: Polska Organizacja Wojskowa), também criada por Piłsudski, lutou na Guerra Polonesa-Soviética, durante a qual foi ferido, colocado na reserva e trabalhou em assuntos relativos à emigração polonesa. 
Entre 1922 e 1924, Bohdan frequentou a Academia Marítima de Tczew, o berço da Marinha Mercante Polonesa. . No dia 25 de maio de 1923, ainda como aluno da Academia Naval e como representante União do Escotismo Polonês (Główna Kwatera Związek Harcerstwa Polskiego), navegou para o Brasil no veleiro Lwów, o primeiro navio-escola de bandeira polonesa a cruzar o Equador . 
Entre outubro de 1923 e março de 1924, Bohdan permaneceu em Curitiba, PR , onde organizou e dirigiu um treinamento de formação de escotismo para professores nas colônias polonesas.   Ao chegar em Curitiba, apaixonou-se por Wanda Orla-Salmonowicz, polonesa nascida no Brasil. Casaram-se no dia 19 de janeiro de 1924, na igreja de Sta Cândida, uma colônia polonesa perto de Curitiba.
Nesta época, também escreveu suas memórias em seu primeiro relato de viagem: Sob a bandeira polonesa. Impressões da viagem no veleiro pelo Atlantico ("Pod Polską Banderą. Wrażenie z podróży na żaglowcu przez Atlantyk"). O livro foi publicado em 1924 pela Sociedade Polonesa Kultura em Curitiba. De regresso à Polônia, publicou, em 1925, mais artigos e impressões em diversas revistas, como a Siew, onde começou uma série chamada Além do Oceano. Impressões e memórias do Brasil (“Za Oceanem. Wrażeń i wspomnień wiązanka z Brazylji").